# 比利亚隆加 (巴伦西亚省)
比利亚隆加，是西班牙巴伦西亚自治区巴伦西亚省的一个市镇。总面积43平方公里，总人口3696人（2001年），人口密度86人/平方公里。